# Golestán
Golestán ( persky استان گلستان‎ Kraj růží ) je provincie v Íránu, která se nachází v severovýchodní části země, jižně od Kaspického moře. Hlavním městem je Gorgán.
Provincie vznikla v roce 1997 oddělením části provincie Mázandarán. V roce 2016 zde žilo 1 868 819 obyvatel.

## Podnebí a geografie
Provincie má mírné počasí a klima po celý rok. Geograficky je složena na dvě části: pláně a hory. Nejvyšší horou je Šavar s nadmořskou výškou 3945 m.